# Мота, Луиш
Луи́ш Фели́пе Родри́геш Мо́та (порт. Luís Fellipe Rodrigues Mota; род. 25 сентября 2003, Лиссабон) — португальский футболист, нападающий клуба «Порту B».

## Клубная карьера
Мота — воспитанник клуба «Белененсеш САД». В 2020 году игрок дебютировал за дублирующий состав. 24 июля 2021 года в поединке Кубке португальской лиги против «Мафры» Луиш дебютировал за основной состав. 8 августа в матче против «Порту» он дебютировал в Сангриш лиге. По итогам сезона клуб вылетел из элиты, но игрок остался в команде. 6 августа 2022 года в матче против «Трофенсе» он дебютировал в Сегунда лиге. В этом же поединке Луиш забил свой первый гол за «Белененсеш САД».
Летом 2022 года Мота перешёл в «Порту», где начал выступать за дублирующий состав.  